# ۴ دقیقه (فیلم)
«۴ دقیقه» (آلمانی: Vier Minuten) یک فیلم است که در سال ۲۰۰۶ منتشر شد. از بازیگران آن می‌توان به نادیا اول، یاسمین طباطبایی، و ریچی مولر اشاره کرد.